# 斯維里多韋
48°11′14″N 36°14′25″E / 48.18722°N 36.24028°E
斯維里多韋（羅馬化：Svyrydove）是烏克蘭的村落，位於該國中部第聶伯羅彼得羅夫斯克州，由瓦西利基夫卡區負責管轄，距離舍夫琴科韋和胡托羅-恰普利內1.5公里，面積0.53平方公里，2001年人口94。